# David Daus
David Daus (* 16. Oktober 1975 in Krefeld) ist ein deutscher Tischtennisspieler. Er wurde 2004 Deutscher Meister im Herren-Doppel und gewann 2005 das Bundesranglistenturnier DTTB-TOP12.

## Karriere
Daus stammt ursprünglich vom TuS 08 Rheinberg. Über Weiß-Rot-Weiß Kleve (Saison 1993/94) kam er zum Bundesligisten Borussia Düsseldorf. Nach einem Abstecher 1998 zum TTC Schwalbe Bergneustadt kehrte er 1999 mit dem Wechsel zum TTC Jülich in die Bundesliga zurück. 2002 wechselte er zum Zweitligisten DJK Germania Holthausen. Er ist bislang der erste Zweitligaspieler, der das DTTB TOP12-Turnier gewann. 2002 war Daus Zehnter der Deutschen Rangliste. 2009 schloss sich Daus dem Schweizer Erstligaverein TTC Rapid Luzern an.
Daus ist Linkshänder. Von 1999 bis 2005 erreichte er bei den deutschen Meisterschaften im Einzel jedes Mal das Viertelfinale, wo er jedes Mal gegen einen anderen Spieler verlor.

## Privat
Neben seiner Profikarriere absolvierte Daus eine Ausbildung zum Groß- und Außenhandelskaufmann beim Tischtennis-Fachhändler schöler+micke, für den er auch heute noch arbeitet. Er hat einen Sohn (* 2005). Sein älterer Bruder Daniel (* 1963) spielte in den 1990er Jahren auch in der TT-Bundesliga.

## Erfolge
- Deutscher Meister im Herren-Doppel: 2004 (mit Christian Süß)
- Deutscher Mannschaftsmeister: 1995, 1996, 1998 (mit Borussia Düsseldorf)
- Deutscher Vizemeister im Herren-Doppel: 2000 (mit Lars Hielscher)
- Westdeutscher Meister im Herren-Doppel: 1999 (mit Christian Dreher), 2006 (mit Lars Hielscher)
- Westdeutscher Meister im Gemischten Doppel: 2000 (mit Nadine Bollmeier)
- Sieger des DTTB Top 12 der Herren: 2005
- Deutscher Juniorenmeister im Einzel 1994 und 1997

## Turnierergebnisse
| Verband | Veranstaltung | Jahr | Ort            | Land | Einzel    | Doppel        | Mixed | Team |
| ------- | ------------- | ---- | -------------- | ---- | --------- | ------------- | ----- | ---- |
| GER     | Pro Tour      | 2004 | St. Petersburg | RUS  | letzte 32 | letzte 16     |       |      |
| GER     | Pro Tour      | 2004 | Pyeongchang    | KOR  |           | Halbfinale    |       |      |
| GER     | Pro Tour      | 2004 | Kairo          | EGY  | letzte 32 | letzte 16     |       |      |
| GER     | Pro Tour      | 2004 | Croatia        | HRV  |           | Viertelfinale |       |      |
| GER     | Pro Tour      | 2003 | Aarhus         | DEN  |           | letzte 16     |       |      |
| GER     | Pro Tour      | 2002 | Farum          | DEN  | letzte 64 | letzte 16     |       |      |
| GER     | Pro Tour      | 2002 | Eindhoven      | NED  | letzte 64 |               |       |      |
| GER     | Pro Tour      | 2002 | Magdeburg      | GER  | letzte 64 |               |       |      |